# あけるなキケン
『あけるなキケン』は、2014年10月27日から2015年9月28日までTBSで毎週月曜日未明（日曜日深夜）に放送されていたバラエティ番組である。

## 概要
芸能界の第一線で活躍するゲストを迎え、ためになる情報（ヒキダシ）を開けていく。毎回1曲スタジオライブが行われるが、それに出るのはE-girlsではなくDreamやHappiness、Flowerのときもある。
E-girlsの出演メンバーは6人。5人固定で1人が回ごとに違うメンバーが出る。固定メンバーは藤井夏恋、楓、藤井萩花、鷲尾伶菜、佐藤晴美。ただし、4月以降の番組では鷲尾伶菜が出演していない。そのためレギュラーメンバーが4人になり、全員で4人+1人という構成になっている。
番組構図は、司会は真ん中、ゲストは左側、E-girlsは右側の位置にある。番組開始から半年間は司会は若林ともう一人E-girlsからヒキダシプレゼンターが担当していたが、4月以降は小籔が司会に回ることになった。

## 出演者
- 小籔千豊
- 若林正恭（オードリー） - 毎回、他の1人と共にヒキダシプレゼンターを担当
- E-girls（Dream・Happiness・Flower）

## スタッフ
- ナレーター：石井陽、菊地心寧
- 総合演出：立浪仁志
- 構成：興津豪乃、木南広明、狩野孝彦 、落合悠貫
- TM：荒木健一
- TD：小笠原朋樹
- カメラ：中野真悟
- VE：木野内洋
- 音声：小岩英樹
- 照明：根岸朋之
- 美術プロデューサー：太田卓志
- 美術デザイン：桝本瑠璃
- 美術制作：澁谷政史、勝藤俊則
- 装置：谷平真二
- 操作：小野寺浩
- 電飾：入江智喜
- アクリル装飾：青木剛
- 特殊装置：青木出
- 装飾：森田琴衣
- メイク：大桶恭子
- CGデザイン：松山真浩（デジデリック）
- 音効：樋口謙（メディアハウスサウンドデザイン）
- 技術協力：東通、デジデリック、オムニバス・ジャパン
- 制作協力：LDH、HI-STANDARD、LOGIC ENTERTAINMENT
- 編成：吉本香苗
- 宣伝：河野裕之
- アシスタントディレクター：庄子伸正、武藤恭平、中村文
- 制作進行：高橋隼人
- AP：後藤央、渡辺舞
- ディレクター：青柳剛、赤阪千明
- 演出：近藤貴浩、大谷眞純
- プロデューサー：畠山渉
- 製作著作：TBS